# Чхангьонгун
Чхангьонгун (кор.: хангиль: 창경궁, ханча: 昌慶宮, НЛ: Changgyeonggung, МР: Ch'anggyŏnggung, букв. «Палац Чхангьон») — палац, розташований в Сеулі, Південна Корея. Спочатку був літньою резиденцією ванів Корьо, пізніше став одним з «П'яти великих палаців» династії Чосон.

## Галерея

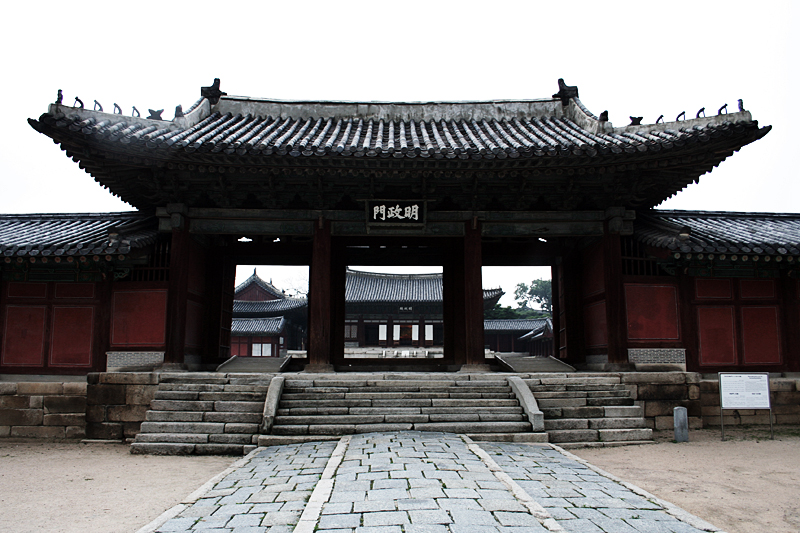
Парадні ворота палацу
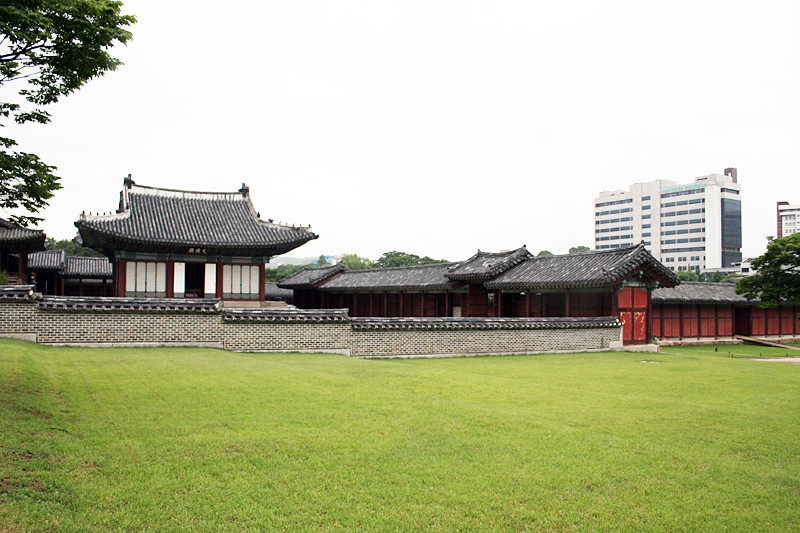
Панорама палацу